# Abd al-Malik ibn Marvan
Abd al-Malik ibn Marvan, (arabsko: عبد الملك بن مروان), peti kalif Omajadskega kalifata, * 646, Meka, † 705, al-Sinabra.
Rojen je bil v Meki in odrasel v Medini v današnji Saudovi Arabiji. Bil je dobro izobražen in sposoben vladar, kjub mnogim političnim problemom, ki so ovirale njegovo vladanje. Ibn Haldun, muslimanski zgodovinar iz 14. stoletja, o njem pravi: "Abd al-Malik ibn Marvan je eden največjih arabskih in muslimanskih kalifov, ki je pri urejanju državnih zadev hodil po stopinjah poveljnika pravovernih Omarja ibn Al-Kataba".
Med njegovim vladanjem so se vsi pomembni zapisi prevedlli v arabščino. Prvič v zgodovini so muslimani začeli kovati svoj denar, kar je pripeljalo do vojne z bizantinskim cesarjem Justinijanom II..  Bizantinci pod Leontijevim poveljstvom so leta 692 v bitki pri Sebastopolu po pobegu velikega oddelka Slovanov doživeli popoln poraz. Islamski denar je postal edino plačilno sredstvo v islamskem svetu. Uvedel je tudi mnogo sprememb v kmetijstvu in trgovini, utrdil muslimansko oblast in jo razširil, uvedel arabščino kot uradni jezik v kalifatu in organiziral redno poštno službo. V Jeruzalemu je leta 691 postavil muslimansko svetišče Kupola na skali.
Nasledil ga je sin Al-Valid I.

## Pohodi v Irah in Hidžaz
Abd al-Malik je postal kalif po smrti svojega očeta Marvana I. leta 685. V naslednjih nekaj letih je z vojsko ponovno vzpostavil omajadsko oblast nad Islamskim cesarstvom. Najprej je porazil guvernerja Basre Mosaba Ibn al-Zubairja in zatem  poslal enega od svojih najsposobnejših generalov in upraviteljev al-Hadžadža ibn Jusufa na pohod proti guvernerju Hidžaza Abdulahu ibn al-Zubairju. Al-Hadžadž je leta 692 s skoraj 12.000 sirijskimi vojaki začel oblegati Meko. Z vojsko je neovirano prišel do svojega rojstnega mesta Taifa, ki ga je osvojil brez boja in ga izbral za svojo bazo. Al-Zubairju je po kalifovih navodilih zagotovil svobodo, če se mu vda, v nasprotnem primeru pa mu je zagrozil z obleganjem do izstradanja. Prelivanja krvi v svetem mestu mu kalif nikakor ni dopustil. Ker so pogajanja spodletela, je al-Hadžadž zaprosil kalifa za okrepitve in dovoljenje, da Meko osvoji s silo. Ko je dobil oboje, je začel s katapulti obstreljevati mesto. Bombardiranje se je nadaljevalo tudi med mesecem romanja v Meko (hadž).
Pe sedmih mesecih obleganja je 10.000 mož, med katerimi sta bila tudi Abdulahova sinova, prešlo na al-Hadžadževo stran. Abdulaha ibn al-Zubairja, nekaj njegovih zvestih pristašev in najmlajšega sina so v spopadu v bližini Kaabe oktobra 692 ubili.
Abd al-Malik je al-Hadžadža zaradi zaslug pri osvojitvi Meke imenoval za guvernerja Iraka  in mu prepustil popolno oblast nad podeljenimi ozemlji. Al-Hadžadž, ki je veljal za krutega vladarja, je prišel v Irak v času, ko je bilo v Basri in Kufi mnogo dezerterjev, katere je takoj na silo poslal na bojišče. Po nekaj letih ostrih spopadov, ki so bili posledica verskih nemirov, je zadušil tudi upor Saliha ibn Musariha, katerega je po Musarihovi smrti nadaljeval Šabib. Uporniki so vedno znova poražali številčno močnejšega nasprotnika in na višku upora celo osvojili Kufo. Ko je Hadžadž od Abd al-Malika dobil okrepitve, se je vojna sreča obrnila.
Hadžadževe arabske čete so v letih 699 do 701 zatrle upor Karidžitov, ki ga je vodil  Abd al-Rahman ibn Muhamad ibn al-Ašat, in osvojije večino Turkestana. Njegove zmage su utrle por nadaljnje širjenje kalifata med vladanjem Abd al-Malikovega sina Al-Valida I..

## Pohodi v severni Afriki
Kalif Abd al-Malik je zelo razširil meje svojega cesarstva. Leta 686 je poslal v zahodno severno Afriko (Magreb) vojsko Zuhairja ibn Kaisa, ki je v bitki pri Mammi premagal bizantinsko in berbersko vojsko pod poveljstvom berberskega poglavarja Kusajla in ponovno zavzel pokrajino Ifrikijo in njeno glavno mesto Kairouan.
Leta 695 je Hasan ibn al-Numan osvojil Kartagino in začel prodirati v gorovje  Atlas. Bizantinsko ladjevje je medtem ponovno osvojilo Kartagino, toda Hasan ibn al-Numan se je leta 698 vrnil in bitki pri Kartagini porazil vojsko Tiberija III.. Bizantinci so se po porazu umaknili iz cele Afrike razen iz Ceute na afriški obali Gibraltarja.
Hasanu je veliko težav povzročalo berbersko pleme Zenata pod al-Kahininim vodstvom. Al-Kahina je Hasana prepričljivo porazila in ga potisnili nazaj do Cirenajke. Ko je Hasan leta 702 dobil okrepitve, je z veliko armado in podporo domačega prebivalstva ponovno začel prodirati proti zahodu. V bitki pri Tabarki zahodno od Kartagine je odločilno porazil al-Kahino in začel razvijati vas Tunis kakšnih petnajst kilometrov zahodno od Kartagine. Okrog leta 705 je Hasana zamenjal Musa ibn Musair, ki je pomiril večino severne Afrike, Ceute pa mu ni uspelo osvojiti.

## Reforme
Abd al-Malik je uvedel vrsto reform: za uradni jezik celega cesarstva je uvedel arabščino, začel kovati poenoten neikonski denar, razširil in poenotil poštno službo, popravil poškodovano Kaabo in v Damasku začel tradicijo tkanja svilenih pregrinjal za Kaabo.

## Umetnost in arhitektura
V Jeruzalemu je zgradil Kupolo na skali. Muslimanski učenjak al-Vasiti o tem poroča:
Ko je Abd al-Malik sklenil zgraditi kupolo (qubba) nad skalo, ki bo muslimane ščitila pred mrazom in vročino, in mošejo (masdžid), je prišel iz Damaska v Jeruzalem. Pred začetkom gradnje je želel izvedeti, kaj o tem menijo njegovi podložniki. Ker so se podložniki z gradnjo strinjali, je zbral mojstre iz celega cesarstva, da zanjo naredijo načrte še preden bi se gradnja začela. Kupolo so postavili na dvorišče mošeje (sahn). Abd al-Malik je nato naročil gradnjo zakladnice (bayt al-mal) na vzhodnem robu skale in jo napolnil z denarjem. Za nadzornika gradnje je imenoval Radža ibn Hajveha iz Bajsana in Jezida ibn Salama iz Jeruzalema in jima ukazal, naj pri gradnji ne skoparita. Potem se je vrnil v Damask. Ko sta oba moža uspešno zaključila gradnjo, sta Abd al-Maliku sporočila, da sta kupola in mošeja Al Aksa zgrajeni. Kalif jima je odgovoril, da "na zgradbah ni ničesar, kar bi lahko kritiziral". Mojstra sta mu nato odgovorila, da je v proračunu za gradnjo ostalo sto tisoč dinarjev. Abd al-Malik jima je preostali denar ponudil za nagrado, vendar sta ga odklonila, ker da sta bila že med gradnjo velikodušno poplačana. Abd al-Malik je nato ukazal, naj se preostali zlatniki raztalijo in naj se z zlatom okrasi zunanjost kupole. Kupola se je tako bleščala, da nihče ni mogel gledati naravnost vanjo.
Arabski geograf Al-Mukadasi v svojem največjem delu Ahsan at-taqasim fi ma`rifat il-aqalim (Izbrana poglavja za poznavanje regij) piše, da inženirja Jezid ibn Salam in Radža ibn Hjaveh za gradnjo kupole resnično nista skoparila, saj sta potrošila kar sedem letnih proračunskih dohodkov Egipta.

## Smrt
Zadnja leta Abd al-Malikovega vladanja so bila na splošno mirna. Želel je, da ga na prestou nasledi sin al-Valid I. in se ni menil za očetov ukaz, da ga nasledi njegov brat Abd al-Aziz ibn Marvan. Nazadnje je le sprejel očetov nasvet, naj s svojim načrtom ne povzroča neredov. Dogovorili so se, da bo v primeru, če bi Abd al-Aziz umrl pred Abd al-Malikom, dediča prestola postala najprej al-Valid in za njim Sulejman. Abd al-Malik je kasneje postal poznan kot "oče kraljev", saj so ga kot kalifi drug za drugim nasledili kar štirje sinovi.
Umrl je v al-Sinabri leta 705.